# トワノクオン
『トワノクオン』（TOWANOQUON）は、2011年6月18日より全6章を6か月かけて随時上映された日本のアニメーション映画。

## 概要
本作品はアニメ監督・飯田馬之介とアニメ制作会社・ボンズによるオリジナル企画である。
元々本作は、キャラクターデザインの川元利浩が、「飯田と共にオリジナル作品の創作をしたい」という思いから来たものであり、その後企画はスタートした。ボンズの南雅彦によれば、公開の4年前から製作会議を行ってアイデアを出し合い、その頃から本作品の「オリジナルのヒーローアクションもの」という構想が飯田の中で生まれたという。飯田は公開前年の2010年病気のため急逝してしまったが、その後もりたけしが「協力監督」という役職で作品を引き継ぎ、製作が続行された。
全6章観賞記念として、劇場指定席券の半券6枚（前売券の半券や同じ章の半券を複数枚は不可）と引換で、非売品スペシャルドラマCDをプレゼント。また世界観を解説した『トワノクオン シークレットファイル』を第1章入場時に配布、公式サイトでもpdf形式ファイルで配信されている。

## ストーリー
近未来。異能の力を意に反して覚醒させてしまった少年少女たち“能力者”が人知れず“処理”されている。だが同時に彼らを助け匿う者たちも存在していた。その名は“アトラクター”。そしてその中心人物が“クオン”と呼ばれる青年である。
クオンは自らの身体を異形の存在“インサニア”に変容させ、能力者を“ベスティア”と呼び蔑み捕獲、殲滅を進める秘密結社“オールドー”、その実働部隊・“ クーストース”のサイボーグ部隊と戦い続ける。傷つき、痛みに耐え血を流しながらも彼を突き動かす衝動の源は、遙か過去にあった。

### 第一章
泡沫の花弁（うたかたのかべん）
2050年の東京では、ベスティアと呼ばれる特殊能力に目覚めた少年少女が次々発見されていた。
自らの能力に飲み込まれ、暴走するそんなベスティアたち。そのベスティアを人知れず鎮圧するためにサイボーグ部隊クーストースが暗躍する。
ある夜、ベスティアの少年がクーストースに追いつめられた。その時、獣のようなベスティアが現れ、深手を負いながらも、少年を連れ去る。それはインサニアと呼ばれ、クーストースがかねてから狙っている謎のベスティアだった。
翌朝、ベスティアの少年――ユーマは目を覚ます。そこはファンタジアム・ガーデン。ベスティアとなった少年少女が集う場所だった。
そしてユーマは、クオンという少年と出会う……。ため行動を開始する。

### 第二章
混沌の蘭舞（こんとんのらんぶ）
人々を怯えさせる連続殺人事件。その現場にはいつも花の絵が残されていた。“能力者”がかかわっていると考えるクオンたち。
一方、サイボーグ部隊WTOCの一人、イプシロンもまた同じ事件を追う。
クオンが気付いたのは、事件現場にいつもかすかに漂う甘いにおい。デルタ（ひずる）とともに調査をしていたイプシロンは、
花にまつわるデータを検索するうちに、花が美しいだけの存在でない事実を確認する。
事件の犯人とその動機とは一体……。

### 第三章
夢幻の連座（むげんのれんざ）
能力者の少年を確保しようとしたテイとサイボーグのイプシロン（瞬）が接触する。
なんとか少年とテイの救出には成功するが、テイは意識を失い倒れてしまう。
そしてその異変はイプシロンの体にも起きていた。
イプシロンと繋がったテイの脳波を辿り、クオンたちベスティアの本拠を探ろうとするクーストース。
ファンタジアム・ガーデンの秘密を守るには、
テイを医療装置から切り離さなくてはならないが、そうすればテイは再び目覚めることはない。
テイを救うためクオンは、その心の中へと入り込んでいく。
そこでクオンが目撃したのは、瞬を「お兄ちゃん」と呼ぶテイの姿だった。
そしてクオンにも「お兄ちゃん」と声をかける存在が現れる。
それぞれの記憶が絡み合った心の迷宮から、クオンはテイを救うことができるのか。

### 第四章
紅蓮の焦心（ぐれんのしょうしん）
封印していた過去に直面した瞬（イプシロン）は、クーストース本部に帰還しても、情緒不安定のままだった。
そんな状況下で、クーストースは、ベスティアの拠点探しを着々と進行しつつあった。同じ頃、街に出たテイが若者に絡まれ、
能力を暴走させてしまう。テイのテレパシー能力によって、己の暴力衝動を跳ね返された若者たちは、争いを始める。
テイを守るために現れたインサニア・クオンと、ベスティア捕獲に現れた瞬が戦う。
だが瞬は、ともに記憶の迷宮に迷い込んだテイを見て 深い混乱に陥る。そして、思わぬ異変が瞬の体を襲う……

### 第五章
双絶の来復（そうぜつのらいふく）
ファンタジアム・ガーデンは壊滅した。
脱出した能力者の子供たちは、下水道を使って脱出するだがそこには瞬とクオンの姿はなかった。
心配そうなテイに「あいつらなら心配ないよ。絶対に死んでないって」と声をかけるユリ。
能力者たちは神無月の案内で、ファンタジアムガーデンの支援者である真田家に身を寄せることになる。
一方、クーストースではファンタジアムガーデンの残骸から能力者の死体が発見されなかったため、
追撃作戦の準備が始まる。命令を下す上代の元に現れたのは、十二委員の一人である神無月だった。
瞬、そしてクオンは果たして……。

### 第六章
永久の久遠（とわのくおん）
トワ、そしてテイを取り戻すために、クオンは瞬と共にクーストース本部に向かう決意を固める。
神無月はトワのことを知らないユリたちに、クオンが1000年間背負ってきたものを説明する。
そこで待ち受けていたのは、インサニア・クオンを宿敵として戦い続けてきたアルファだった。
瞬は自らの存在をかけてアルファに立ち向かっていく。
そんな能力者とサイボーグの戦いをほくそ笑みながら見ている上代。
上代は何が目的なのか。クオンの戦いがついに終局を迎える。
その時、クオンの瞳に映るのは一体、どのような風景だろうか。

## 登場人物

### アトラクター
能力者を匿い、保護するグループ。クオンの卓越した戦闘能力によりオールドーにも名が知られている。メンバーたちは普段アジトを兼ねたアミューズメントパーク“ ファンタジアム・ガーデン ”のクルー（従業員）として働いている。
クオン
声 - 神谷浩史
本作の主人公。外見はおよそ千年前から変わらず13歳から14歳くらい の美しい顔立ちをした少年。実際の年齢は不明だが、遙かな時を生きているかのような言動をすることが多い。
アトラクターのリーダー的存在でありクーストースとの戦闘時には身体を変容させて戦う。この形態をオールドーでは「インサニア」（ラテン語で「狂気」の意）と呼ぶ。
キリ
声 - 早見沙織
本作のヒロイン。10代くらいの少女。本名は城ヶ崎綺璃。当初は一般人であったがクオンとの出会いによりアトラクターへ。物語開始当初は過去に事故で両親の死を目前にした精神的ショックから声を喪失してしまっていた。共に二人暮らしていた祖母（声 - 池田道枝）が臨死状態に陥った際、その悲哀が引き金となり、歌声で病人を死の淵から呼び戻したり、傷を癒す能力に目覚めた。
テイ
声 - 名塚佳織
和装の女性。アトラクターの中では能力者たちのバックアップを中心に行う。能力はテレパシー。
ユリ
声 - 白石涼子
アトラクターの戦闘メンバーとしてクオンをサポートする陽気で快活な女性。なかなかのナイスバディ。能力は俊足。
ミウ
声 - 小見川千明
アトラクターメンバーの少女（メガネっ娘）。能力は動物との意思疎通。能力発動時は人語ではなく動物の鳴き声を真似て発声するか、絵を描いてコミュニケーションを行う。
タカオ
声 - 入野自由
アトラクターメンバーの少年。他人に突っかかる性格でクオンにも若干反抗的な態度を取ることが多い。能力はテレポーテーションだが、未発達なためいろいろと弊害も多い。
リョウ
声 - 鈴木達央
アトラクターメンバーの青年。能力は電子機器の多重操作。オペレーター的な役割を担っている。
ユーマ
声 - 小松未可子
10代前半くらいの少年男子。第1章で能力を覚醒し、クーストースのベスティア狩りに遭っていた所をクオンに救われる。その能力は未知数ではあるが、アトラクターでは数少ない戦闘能力を有している模様。
神無月
声 - 大川透
ヒゲをタップリたくわえた中年男性。能力者ではないがアトラクターの協力者であり、彼らのアジトである“ファンタジアム・ガーデン”のオーナー。クオンとは子供の頃から付き合いがあった。
若月みどり
声 - 小林沙苗
メンバーの治療、健康管理にあたる女医。能力者ではない。

### クーストース
オールドーの実働部隊。その目的はベスティアの完全なる殲滅にある。上代以外は“WTOC”（ウトック）と呼ばれるサイボーグのチームに所属。WTOC隊員は脳と神経以外の全身体をサイボーグ化されており感情や肉体までも機械制御された、言わば生体兵器のような存在（ある程度の人間的思考・感情は残されている）。
上代
声 - 三木眞一郎
クーストース日本支部の指揮官。何事にも完璧を求める怜悧な成人男性。配下のWTOC隊員にもそれを求める。異常なほどにまで冷酷であり、能力者たちやWTOCのサイボーグ、自分以外の人間を物、クズとしか思っていない。だが、見下しているにもかかわらず、上代自身も能力者であった。能力は他の能力者の力を我が物にする。これまでにも大勢の能力を奪ってきたようである。そしてクオンの弟トワに目をつけ、力を自分のものにしようとする。
アルファ
声 - 中田譲治
本名・海藤（ファーストネーム不明）。サイボーグ化された屈強な身体を有する成人男性。WTOCのリーダー的存在としてイプシロン・デルタらを率いて戦う。
ベータ
声 - 丹沢晃之
本名・ハリー（ファーストネーム不明）。
ガンマ
声 - 三宅健太
本名・レイ（ファーストネーム不明）。
デルタ
声 - 寿美菜子
本名・飛鳥ひずる。サイボーグ化された女性。自らを戦闘兵器と認識しつつも、人間としての感情は完全に抑えきれていない。
イプシロン
声 - 鳥海浩輔
本名・風見瞬。サイボーグ化された男性。WTOCには配備されたばかり。インサニアの戦闘能力に慄然とする。実は、イプシロン自身も能力者であり、後にクオンたちと行動を共にする事となる。サイボーグになる前はごく普通の青年で、妹思いの優しい性格だった。能力者になる前はクオンたちを“バケモノ”同然に見ていたが、自身も同じバケモノであったことに悩むうちに、能力者たちも普通の人間だという考えを持つようになる。炎を扱う能力である。
技術チーフ
声 - 志村知幸

### ゲストキャラクター
カオル
声 - 梶裕貴
第2章で登場。花の香りに干渉し、それを嗅いだ人間の感情を操る。その能力が暴走に近い状態となり、レベル５までに変化する。その後、クオンが救出しようとするものの、クーストースによって処理された。
ツトム
声 - 小林由美子
第3章でテイたちが救出しようとした少年。
理沙
声 - 遠藤舞衣
第3章・第4章で登場。イプシロンの妹。
トワ
声 - 下和田ヒロキ
第3章、第6章で登場。クオンの弟。その実態は世界最強の能力者といわれる少年。能力は他者の能力の拡大。その能力ゆえに、自身の力を発動するのを恐れトワは自らを封印した。が、上代に目をつけられ、取り込まれてしまう。クオンを不死にするとともにクオンに過去の惨劇を招かせた張本人。上代に取り込まれた後は、クオンに自身のせいで招き苦しんだことに謝罪し、クオンに見守られながら消えていった。

## スタッフ
- 監督 - 飯田馬之介[7]

スタッフロールの最後に、Iida Umanosuke（1961～2010）とクレジットされている。
- 協力監督 - もりたけし[7]
- シリーズ構成 - 根元歳三[7]
- キャラクターデザイン・アニメーションディレクター・総作画監督 - 川元利浩[7]
- コンセプチュアルデザイン - 武半慎吾[7]、出渕裕[7]
- ベスティアデザイン - 水畑健二[7]
- デザインワークス - 斎藤恒徳[7]、吉岡毅[7]、片貝文洋[7]、鎌田誠[7]
- アクション監修 - 中村豊[7]
- 美術デザイン - 成田偉保[7]、青井孝[7]
- 美術監督 - 根本邦明[7]
- 色彩設計 - 水田信子[7]
- 撮影監督 - 福士享[7]、木村俊也[7]
- 編集 - 重村建吾[7]
- 音響監督 - 若林和弘[7]
- 音響効果 - 倉橋静男[7]
- 音楽 - 川井憲次[7]
- プロデューサー - 湯川淳、渡辺マコト、細川修、臼井久人、堂下律明、雪田雅人
- 3D・CG制作・モニターグラフィックス - サンジゲン[7]
- アニメーション制作 - ボンズ[7]
- 製作 - トワノクオン製作委員会（バンダイビジュアル[7]、ボンズ[7]、博報堂DYメディアパートナーズ[7]、ショウゲート[7]、ランティス[7]、ムービック[7]、SonyPCL[7]）
- 配給 - ショウゲート[7]

## 主題歌 / 挿入歌
主題歌と挿入歌ともにCDが2011年7月13日発売。発売元：ランティス。販売元：バンダイビジュアル。
主題歌「Reckless」
作詞・作曲 - 影山ヒロノブ / 編曲・歌 - LAZY
挿入歌「小さないのちのウタ」（第一章、第二章、第四章、第六章）
作詞 - 畑亜貴 / 作曲・編曲 - 川井憲次 / 歌 - キリ（声：早見沙織）
挿入歌「流星花：時空園」（第四章）
作詞 - 畑亜貴 / 作曲・編曲 - 川井憲次 / 歌 - キリ（声：早見沙織）

## 各章リスト
| 章     | サブタイトル | 脚本     | 絵コンテ                                          | 演出              | 作画監督                                                       |
| ------ | ------------ | -------- | ------------------------------------------------- | ----------------- | -------------------------------------------------------------- |
| 第一章 | 泡沫の花弁   | 根元歳三 | もりたけし 中村豊（プロローグ・アクションパート） | 原口浩            | 川元利浩、吉岡毅 藤田しげる                                    |
| 第二章 | 混沌の蘭舞   | 大野木寛 | 原口浩                                            | 水畑健二          | 斎藤恒徳、水畑健二                                             |
| 第三章 | 夢幻の連座   | 根元歳三 | もりたけし 樋口真嗣（回想パート）                 | 池添隆博          | 永作友克                                                       |
| 第四章 | 紅蓮の焦心   | 大野木寛 | 池添隆博                                          | 三浦陽            | 金栄範、岩本貴玲 伊藤岳史                                      |
| 第五章 | 双絶の来復   | 大野木寛 | 三浦陽 もりたけし                                 | 高橋健司 成田歳法 | 柴田淳、杉浦幸次 永作友克 長野伸明（エフェクト）               |
| 第六章 | 永久の久遠   | 根元歳三 | もりたけし 中村豊（アクションパート）             | 大西景介 池添隆博 | 藤田しげる、倉島亜由美 吉岡毅、斎藤恒徳 長野伸明（エフェクト） |

## Blu-ray / DVD / ネット配信
2011年8月26日より毎月発売された。
初回限定版には、ドラマCDが付属する。また『アニメワン』および『PlayStation®Network』での配信開始された。
| 巻数  | タイトル                       | 発売日         | 規格品番 【初回限定版】        | 規格品番 【通常版】            | PC配信サービス 『アニメワン』 | STBサービス 『PlayStation®Network』 |
| ----- | ------------------------------ | -------------- | ------------------------------ | ------------------------------ | ----------------------------- | ----------------------------------- |
| 第1巻 | トワノクオン 第一章 泡沫の花弁 | 2011年8月26日  | BCXA-0328 (BD) BCBA-4148 (DVD) | BCXA-0361 (BD) BCBA-4200 (DVD) | 2011年7月16日                 | 2011年7月20日                       |
| 第2巻 | トワノクオン 第二章 混沌の蘭舞 | 2011年9月22日  | BCXA-0329 (BD) BCBA-4149 (DVD) | BCXA-0362 (BD) BCBA-4201 (DVD) | 2011年8月13日                 | 2011年8月13日                       |
| 第3巻 | トワノクオン 第三章 夢幻の連座 | 2011年10月26日 | BCXA-0330 (BD) BCBA-4150 (DVD) | BCXA-0363 (BD) BCBA-4202 (DVD) | 2011年9月10日                 | 2011年9月10日                       |
| 第4巻 | トワノクオン 第四章 紅蓮の焦心 | 2011年11月25日 | BCXA-0331 (BD) BCBA-4151 (DVD) | BCXA-0364 (BD) BCBA-4203 (DVD) | 2011年10月26日                | 2011年10月26日                      |
| 第5巻 | トワノクオン 第五章 双絶の来復 | 2011年12月22日 | BCXA-0332 (BD) BCBA-4152 (DVD) | BCXA-0365 (BD) BCBA-4204 (DVD) | 2011年12月3日                 | 2011年12月3日                       |
| 第6巻 | トワノクオン 第六章 永久の久遠 | 2012年1月27日  | BCXA-0333 (BD) BCBA-4153 (DVD) | BCXA-0366 (BD) BCBA-4205 (DVD) | 2011年12月24日                | 2011年12月24日                      |

## 漫画
『トワノクオン Episode at Daybreak』のタイトルで、月刊コンプエース2011年5月号（角川書店）より連載を開始。
- 原作 - BONES[16]
- ストーリー協力 - 根元歳三[16]
- 漫画 - たなか友基[16]

## ラジオ
『トワノクオン〜ファンタジアム・ガーデン放送局』のタイトルで、文化放送「超!A&G+」内で放送された本作品のタイアップラジオ番組。公式サイトでも放送翌週月曜日に期間限定無料配信されている。
パーソナリティ
白石涼子（ユリ役）、小見川千明（ミウ役）
放送期間
2011年4月29日 - 2011年12月2日（全31回）
放送日時
毎週金曜 24時30分 - 25時00分（リピート：2011年5月2日から 毎週月曜日 12時30分 - 13時00分）

### ゲスト
- 2011年6月10日（第6回）･17日（第7回）放送分:神谷浩史（クオン役）
  - 6月17日放送分は全編動画放送されていた。

| 超!A&G+ 金曜日深夜24時台後半枠（24:30 - 25:00）                                                                                                   | 超!A&G+ 金曜日深夜24時台後半枠（24:30 - 25:00） | 超!A&G+ 金曜日深夜24時台後半枠（24:30 - 25:00） |
| 前番組 | 番組名                                          | 次番組                                          |
| --- | ----------------------------------------------- | ----------------------------------------------- |
| 小野坂昌也・竹本英史のネオロマ&無双 （ - 2011年4月8日） - 4月15日・22日は「またまた帰ってきた!!水原薫の今夜もパプリオーン〜バロンの旗〜」を放送。 | トワノクオン〜ファンタジアム･ガーデン放送局     | 柿原徹也・森川智之の BRAVE10 on the radio       |

## 特別番組
「トワノクオン」劇場上映記念!先行映像すべて見せます!!
映画公開に先駆け放送された。本編第1章の前半映像を放送したほかユリ役・白石涼子、ミウ役・小見川千明がナビゲーターとして簡単な作品解説を行った。アニメワンでも期間限定配信されている。
| 放送地域   | 放送局       | 放送日        | 放送時間                 |
| ---------- | ------------ | ------------- | ------------------------ |
| 東京都     | TOKYO MX     | 2011年6月10日 | 金曜 26時00分 - 26時30分 |
| 福岡県     | RKB毎日放送  | 2011年6月14日 | 火曜 26時00分 - 26時30分 |
| 北海道     | 北海道放送   | 2011年6月16日 | 木曜 25時26分 - 25時56分 |
| 近畿広域圏 | 毎日放送     | 2011年6月16日 | 木曜 27時10分 - 27時40分 |
| 中京広域圏 | 中部日本放送 | 2011年6月17日 | 金曜 27時05分 - 27時35分 |

トワノクオン 第一章〔泡沫の花弁〕の本編放送しちゃいます!!
第三章公開直前にプロモーションの一環として、本編第一章を概ね全部放送。このほか第二章のダイジェストや第三章の見所を解説。ナレーターは白石涼子が担当。
| 放送地域   | 放送局   | 放送日       | 放送時間                 |
| ---------- | -------- | ------------ | ------------------------ |
| 東京都     | TOKYO MX | 2011年8月6日 | 土曜 26時30分 - 27時30分 |
| 近畿広域圏 | 毎日放送 | 2011年8月6日 | 土曜 27時58分 - 28時58分 |

トワノクオン 第一章 泡沫の花弁 前半パート見せます！！
第四章上映中・第五章上映前のプロモーション。作品紹介・舞台挨拶・第一章の前半パートを放送。ナレーターは白石涼子が担当。
| 放送地域 | 放送局     | 放送日        | 放送時間                 |
| -------- | ---------- | ------------- | ------------------------ |
| 神奈川県 | tvk        | 2011年9月27日 | 火曜 25時45分 - 26時15分 |
| 東京都   | TOKYO MX   | 2011年9月30日 | 金曜 22時00分 - 22時30分 |
| 愛知県   | テレビ愛知 | 2011年10月5日 | 水曜 25時30分 - 26時00分 |